# Barbara Repetto
Barbara Repetto  (Bolzano, 16 de mayo de 1947 - Milán, 9 de junio de 2024) fue una política italiana.

## Biografía
Repetto estudió Literatura e Historia del Arte en la Universidad de Bolonia. En 1986 fue nombrada directora de la Oficina Estatal de Asuntos Europeos y coordinadora de Südtirol para el Fondo Social Europeo. En 1990 se convirtió en directora del Departamento de Formación Profesional Italiana y Fondo Social Europeo, y en 2003 asumió como jefa de las áreas de Trabajo, Innovación e Investigación, Cooperativas, Inmigración, Igualdad de Oportunidades y Formación Profesional Italiana.
En 2008, Repetto fue elegida en la lista del Partito Democratico con 1.939 votos preferenciales para el Landtag de Südtirol y simultáneamente para el Consejo Regional Trentino-Alto Adigio. Tras un breve período como vicepresidenta del Landtag, fue consejera regional en el Gabinete Durnwalder V, encargada de Innovación, Informática, Trabajo, Formación Profesional Italiana, Cooperativas, Finanzas y Presupuesto. El 21 de enero de 2010, Repetto tuvo que renunciar a su escaño en el Landtag debido a una sentencia del Tribunal de Casación de Roma, que determinó que no era elegible debido a su cargo como directora de una sociedad con participación de la Provincia de Südtirol durante las elecciones. El 2 de febrero de 2010, Roberto Bizzo, quien había demandado con éxito a Repetto, ocupó su lugar en el Landtag y posteriormente en el Gobierno Regional.
Barbara Repetto falleció en junio de 2024 en Milán a la edad de 77 años. Dejó atrás a su esposo y tres hijos en común.